# Lợn peccary môi trắng
Lợn peccary môi trắng (Tayassu pecari) là một loài động vật có vú trong họ Tayassuidae, bộ Artiodactyla. Loài này được Link mô tả năm 1795. Loài này được tìm thấy ở Trung và Nam Mỹ và là thành viên duy nhất của chi Tayassu. Nhiều phân loài đã được xác định. Lợn peccary môi trắng có bề ngoài tương tự như lợn, nhưng được bao phủ bởi lớp lông sẫm màu (ngoại trừ lông ở một số vùng nhất định, chẳng hạn như cổ họng, nơi có màu kem). Phạm vi phân bố của lợn peccary môi trắng, kéo dài từ Mexico đến Argentina, đã trở nên phân tán và quần thể loài này nhìn chung đang suy giảm (đặc biệt là ở Mexico và Trung Mỹ). Chúng có thể được tìm thấy ở nhiều môi trường sống khác nhau. Là động vật xã hội, lợn peccary môi trắng thường kiếm ăn theo nhóm lớn, có nhóm có thể lên tới 300 con.
Chúng là một phần quan trọng trong hệ sinh thái và đang được con người cố gắng bảo tồn trong tự nhiên. Nguyên nhân dẫn đến sự giảm sút số lượng chưa rõ ràng, nhưng các hoạt động của con người đều đóng một vai trò nào đó, với hai mối đe dọa chính là nạn phá rừng và săn bắn; nạn săn bắt rất phổ biến ở các vùng nông thôn, mặc dù nó có thể nguy hiểm vì lợn peccary môi trắng có thể hung dữ. Chúng bị săn bắt để lấy cả da và thịt.

## Phân loại
Peccary môi trắng lần đầu tiên được mô tả bởi Johann Heinrich Friedrich Link vào năm 1795 với danh pháp Sus pecari. Nó được chuyển vào chi đơn loài  Tayassu  bởi Gotthelf Fischer von Waldheim vào năm 1814.

### Phân loài
Có năm phân loài được công nhận:
- T. p. pecari (Link, 1795)
- T. p. aequatoris (Lönnberg, 1921)
- T. p. albirostris (Illiger, 1815)
- T. p. ringens (Merriam, 1901)
- T. p. spiradens (Goldman, 1912)

## Mô tả
Peccary môi trắng là loài động vật móng guốc giống lợn, được bao phủ bởi lớp lông sẫm màu, có kem ở một số bộ phận của mặt dưới, chẳng hạn như cổ họng và vùng xương chậu. Lợn peccary môi trắng trưởng thành có thể đạt chiều dài 90–135 cm (35–53 in). Chiều cao của họ khoảng 90 cm, tính từ vai. Chúng thường nặng tới 40 kg, nhưng có thể còn lớn hơn nữa. Không có lưỡng hình giới tính rõ ràng, nhưng con đực có răng nanh dài hơn con cái. Chúng sở hữu tuyến mùi, được tìm thấy ở vùng giữa lưng sau.

## Phân bố và môi trường sống
Lợn peccary môi trắng là loài bản địa ở Argentina, Belize, Bolivia, Brazil, Colombia, Costa Rica, Ecuador , Guiana thuộc Pháp, Guatemala, Guyana, Honduras, Mexico, Nicaragua, Panama, Paraguay, Peru, Suriname và Venezuela. Loài này đã tuyệt chủng theo khu vực ở El Salvador. Lợn peccare môi trắng phát triển mạnh trong các khu rừng nhiệt đới rậm rạp, ẩm ướt. Chúng cũng có thể được tìm thấy ở nhiều môi trường sống khác, chẳng hạn như các khu vực rừng khô, đồng cỏ, rừng ngập mặn và các khu vực thực vật chịu hạn khô hạn, cũng như vùng sinh thái Cerrado của Brazil. Phạm vi phân bố loài này dao động từ mực nước biển đến độ cao 1900 m. Phạm vi của chúng trùng lặp với phạm vi của lợn peccary khoang cổ.
Một nghiên cứu năm 2018 cho thấy chúng đã biến mất khỏi 87% phạm vi phân bố lịch sử của loài lợn này ở Trung Bộ châu Mỹ (mà nghiên cứu xác định là ở khắp mọi nơi giữa miền nam Mexico và Panama) và đang ở "tình trạng nguy cấp" ở bảy quốc gia Trung Bộ châu Mỹ mà chúng đã từng sinh sống. Các nghiên cứu của Liên minh Bảo tồn Thiên nhiên Quốc tế đã tìm thấy thông tin tương tự, với mức suy giảm được ghi nhận là 89% ở Costa Rica và 84% ở Mexico và Guatemala.

## Hình ảnh

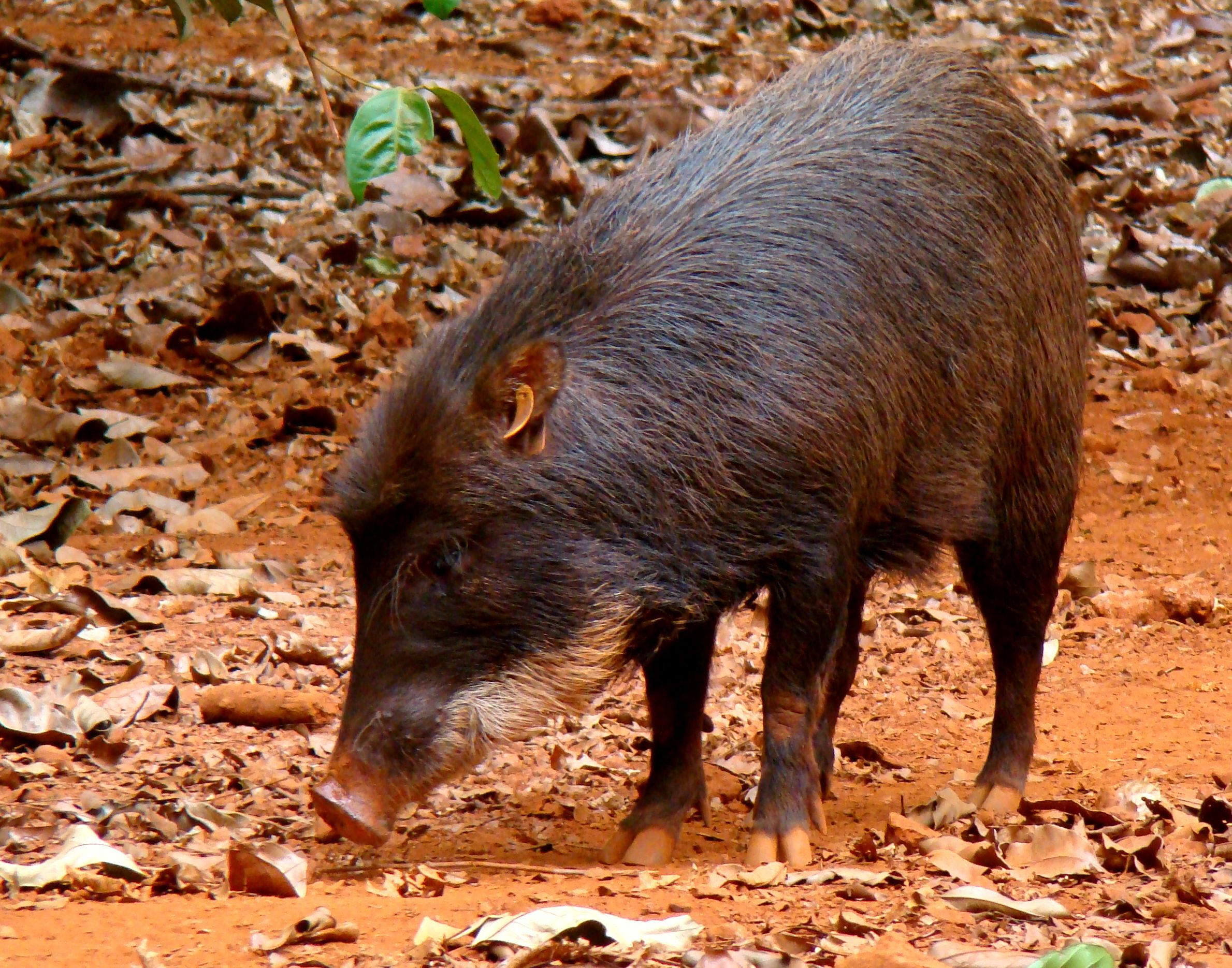
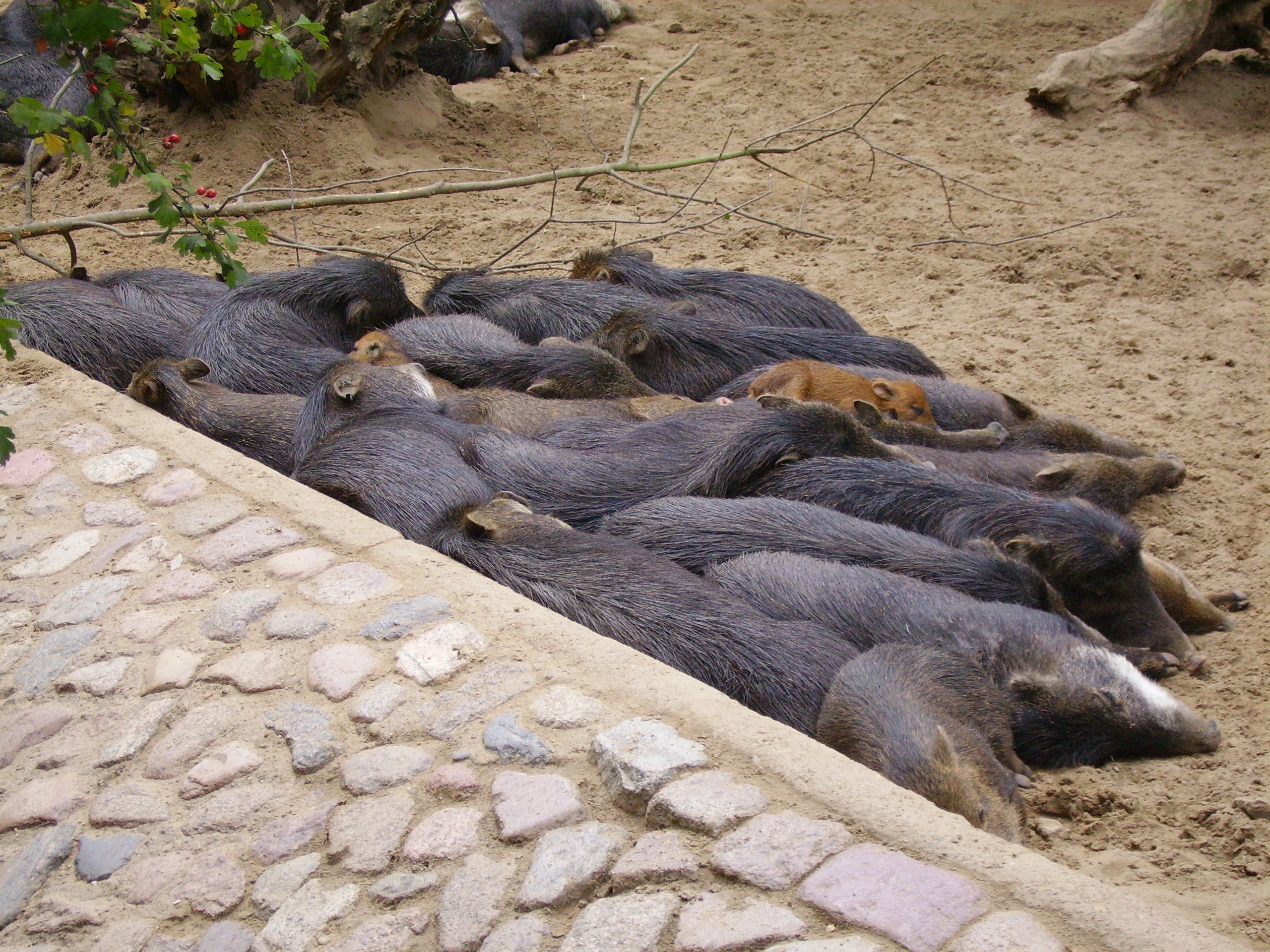
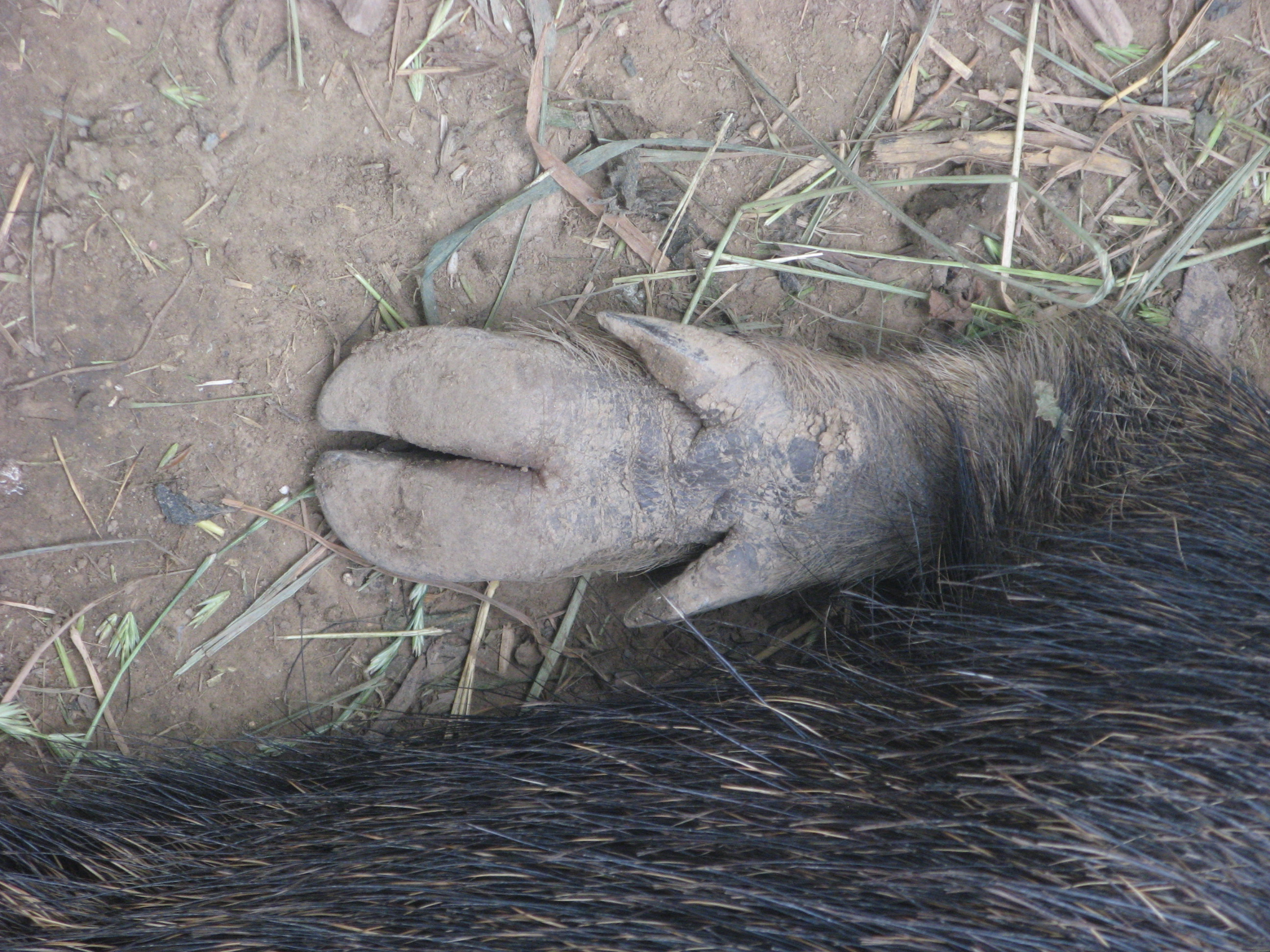